# Tudor Vladimirescu (Galați)
Pour les articles homonymes, voir Tudor Vladimirescu.
Tudor Vladimirescu est une commune du județ de Galați en Roumanie.